# 安东尼奥·冈萨雷斯
安东尼奥·冈萨雷斯（西班牙語：Antonio González，1969年10月13日—），西班牙男子曲棍球运动员。他曾代表西班牙参加1992年和1996年夏季奥林匹克运动会曲棍球比赛，其中1996年奥运会获得一枚银牌。